# فيناريا ريالي

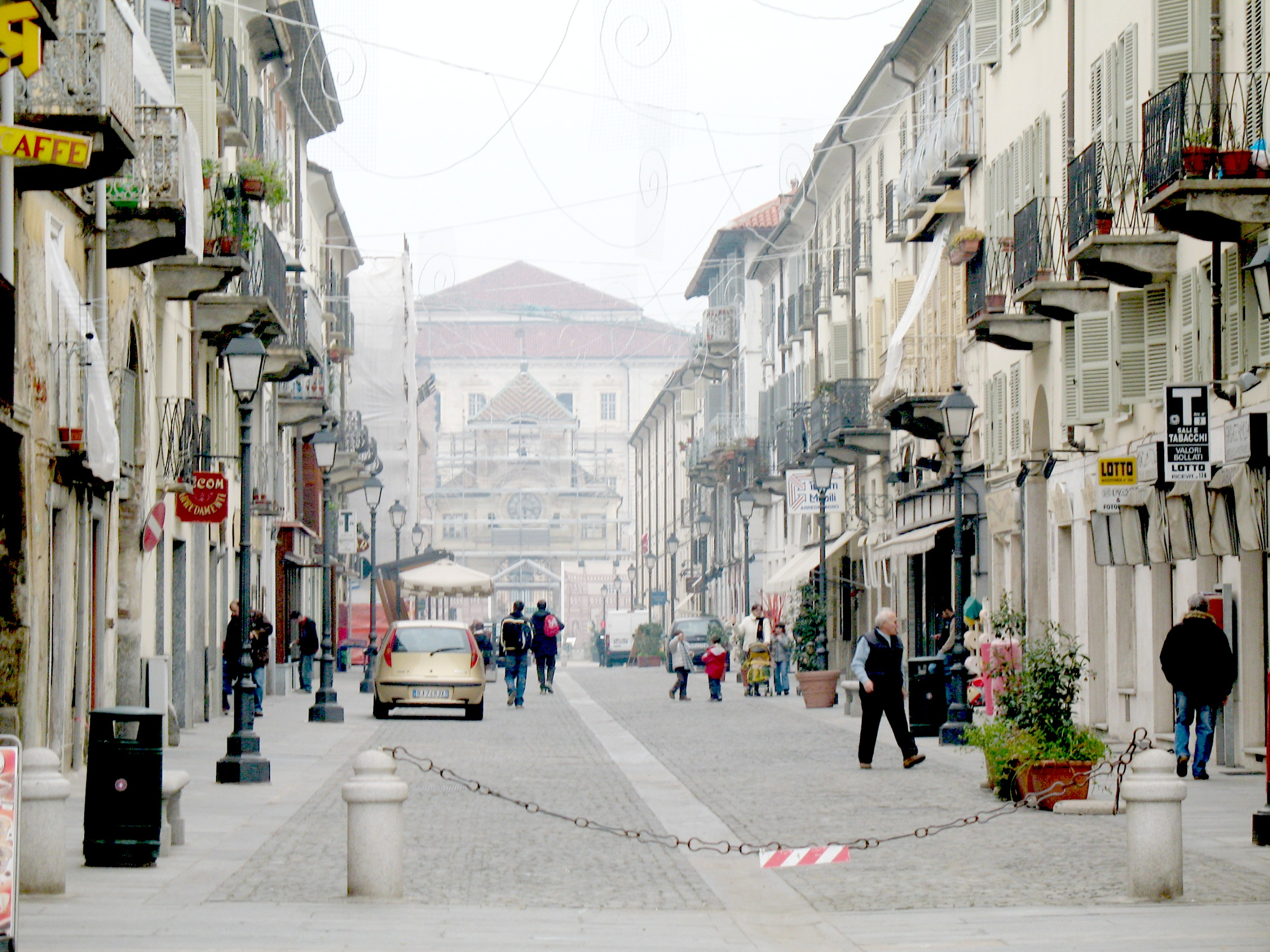
Il borgo storico, con sullo sfondo l'ingresso della Reggia.

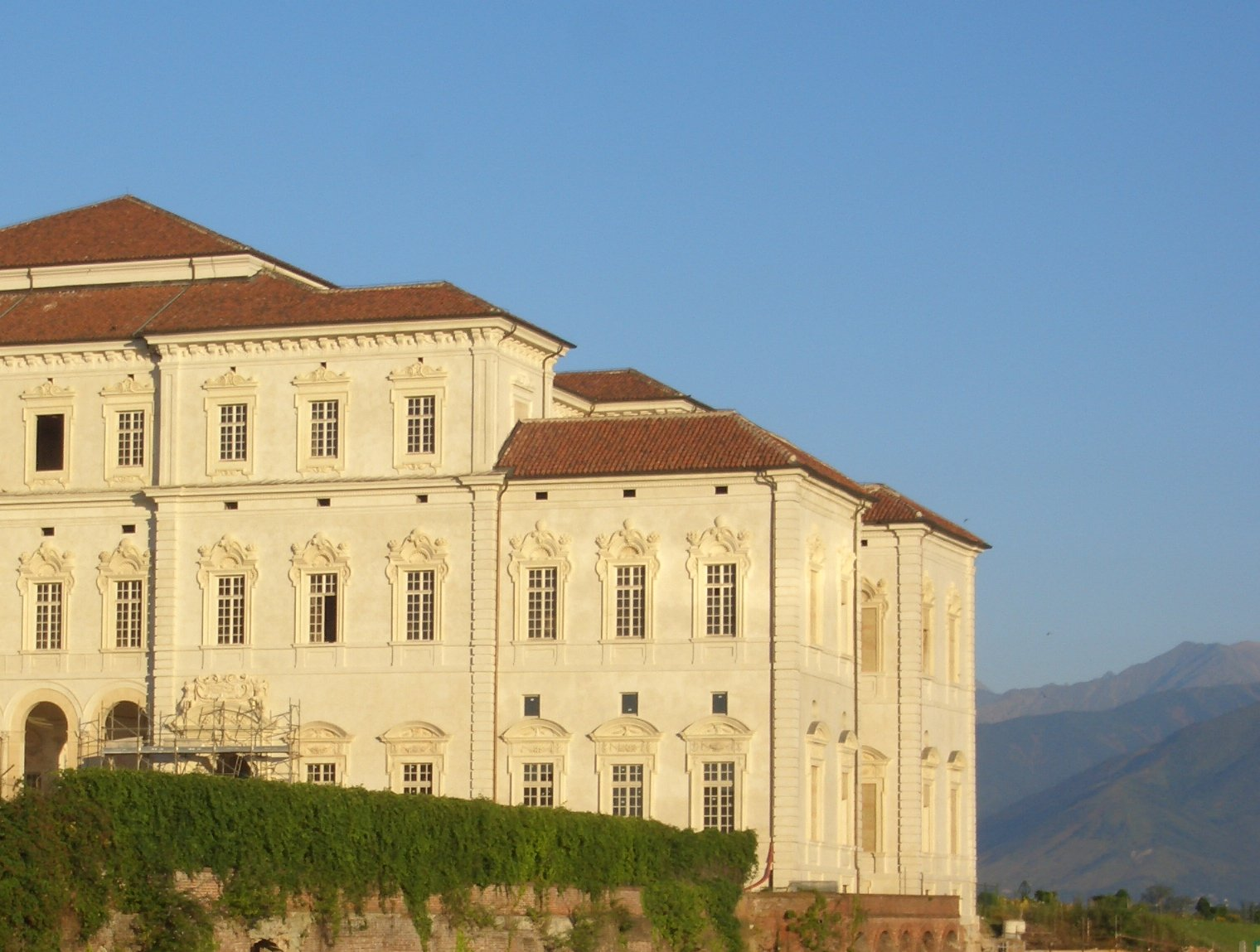
Prospetto principale della
قصر فيناريا

فيناريا ريالي (بالإيطالية: Venaria Reale)‏ هي بلدية في مدينة تورينو الحضرية، في منطقة بيمنتة الإيطالية، تبعد حوالي 8 كم شمال غرب مدينة تورينو. عدد سكانها 35.660 ومساحتها 20.3 كيلومتر مربع.

## السكان
في سنة 1861 بلغ عدد السكان 6٬099 نسمة، وتطور العدد ليصل في سنة 2011 لـ 33٬741 نسمة.
يظهر هذا المخطط البياني تطور النمو السكاني لـ فيناريا ريالي

## توأمة
لفيناريا ريالي اتفاقيات توأمة مع:
- براشوف

## أعلام
- توماسو فيلاتي.
- عمر ميلانيتو.
- فرانسيسكو زاغاتي.
- روبرتو كرافيرو.
- أندريا سوتيل.